# Salah Ben M'Barka
Salah Ben M'Barka (arabe : صالح بن مباركة), né le 30 avril 1935 à Kalâa Seghira et mort le 18 juin 2018, est un haut fonctionnaire et homme politique tunisien.
Il occupe plusieurs fonctions clés dans l'administration et sert notamment comme ministre des Finances et ministre de l'Énergie dans les années 1980.

## Biographie

### Jeunesse et formation
Né le 30 avril 1935 à Kalâa Seghira, Salah Ben M'Barka s'engage dans le mouvement de libération nationale contre le protectorat français dans sa jeunesse.
Il part pour des études supérieures en France, où il est diplômé de l'École nationale des impôts à Paris en 1959.

### Carrière administrative
De retour en Tunisie, Salah Ben M'Barka intègre l'administration publique où il accède à plusieurs hautes fonctions, occupant successivement les postes de directeur général des Impôts puis des Douanes.
Il est ensuite nommé PDG de la Société tunisienne d'assurance et de réassurance. Il siège également au conseil d'administration de la Banque centrale de Tunisie de 1969 à 1983.

### Carrière gouvernementale
Dans les années 1980, Salah Ben M'Barka est appelé à rejoindre le gouvernement. Il est nommé successivement ministre des Finances puis ministre de l'Énergie.

### Mort
Le 18 juin 2018, l'ancien Premier ministre Rachid Sfar annonce la mort de Salah Ben M'Barka à l'âge de 83 ans ; il est enterré le lendemain au cimetière du Djellaz,.

## Distinctions
- Officier de l'ordre de l'Indépendance (Tunisie, 1985)[4].